# 人生曲 (電影)
《人生曲》（英語：The Four Poster）是一部於1952年上映的搞笑戲劇片。該片由艾爾文·萊斯執導，並由雷克斯·哈里遜和莉莉·巴露瑪主演。它改編自揚·德哈托赫的戲劇《人生曲》。

## 角色
- 雷克斯·哈里遜 飾 約翰·愛德華滋
- 莉莉·巴露瑪 飾 艾比·愛德華滋

## 外部鏈接
- 互联网电影数据库（IMDb）上《人生曲》的资料（英文）